# 愛德蒙多·德·亞米契斯

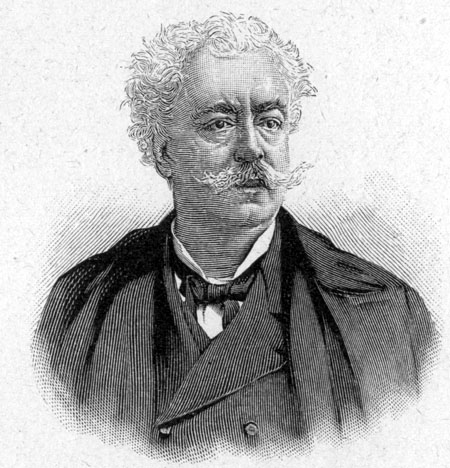
亚米契斯

愛德蒙多·德·亞米契斯（義大利語：Edmondo De Amicis，1846年10月21日—1908年3月11日）為意大利小说家，其最受欢迎的作品是儿童小说《爱的教育》（直译为《心》）

## 生平
亚米契斯生于意大利因佩里亚城的奥奈格利亚，少年時於都灵就學，十六歲加入摩德纳軍事學院，開始他的軍旅生涯。1866年他参加意大利第三次独立战争中的库斯托扎战役，萨伏依王朝的军队惨败于奥地利军队的景象刺激了他，最后他退出了军队。1868年他在佛罗伦萨出版了第一本书《军旅随笔》。1870年亚米契斯到罗马担任《民族报》的记者，后来的几年里著有多部游记。
1886年10月，亚米契斯的《愛的教育》（Cuore，意語“心”的意思）出版。这是一部日记體小說，情感丰富且文笔优美，全书共一百篇文章，主要由三部分构成：意大利四年级小学生安利柯的十个月日记；他的父母在他日记本上写的劝诫启发性的文章；以及十则老师在课堂上宣读的小故事，其中《少年筆耕》、《尋母三千里》（Dagli Appennini alle Ande）等段落尤为知名。小说大受欢迎，并被翻译成多种文字。夏丏尊曾将其由英、日文本转譯，因夏本人也是文学家，教育家，所以译本颇受称赞，其劇本《過客之花》也由巴金譯成中文。
亚米契斯晚年思想接近社会主义，1896年加入了意大利社会主义者党。1901年，他被美国文理科学院选为外籍荣誉院士。

## 作品
- 《军旅随笔》（La vita militare，1868年）
- 《君士坦丁堡》（Costantinopoli，1878年），被认为是一本精彩的游记，2005年再版，翁贝托·艾柯为其写了序言。
- 《愛的教育》（Cuore，1886年）
- Sull'oceano（1889年），描写了海外的意大利移民的困境。

## 外部連結
- Edmondo de Amicis, A Visit to Jules Verne and Victorien Sardou （页面存档备份，存于）
- De Amicis' works （页面存档备份，存于）: text with concordances and frequency list
- De Amicis （页面存档备份，存于）: the full text of Cuore